# Cerebrale circulatie

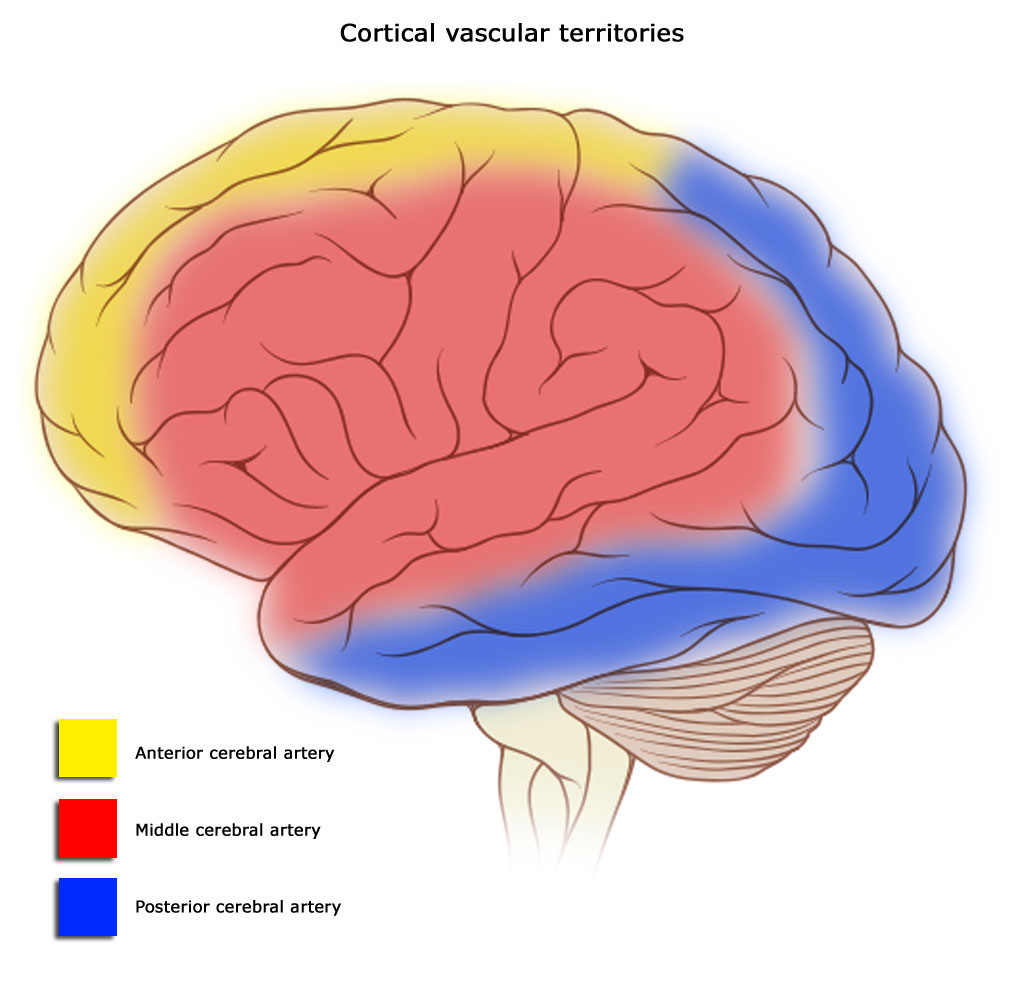
Verschillende delen van de hersenen worden van bloed voorzien door drie slagaders

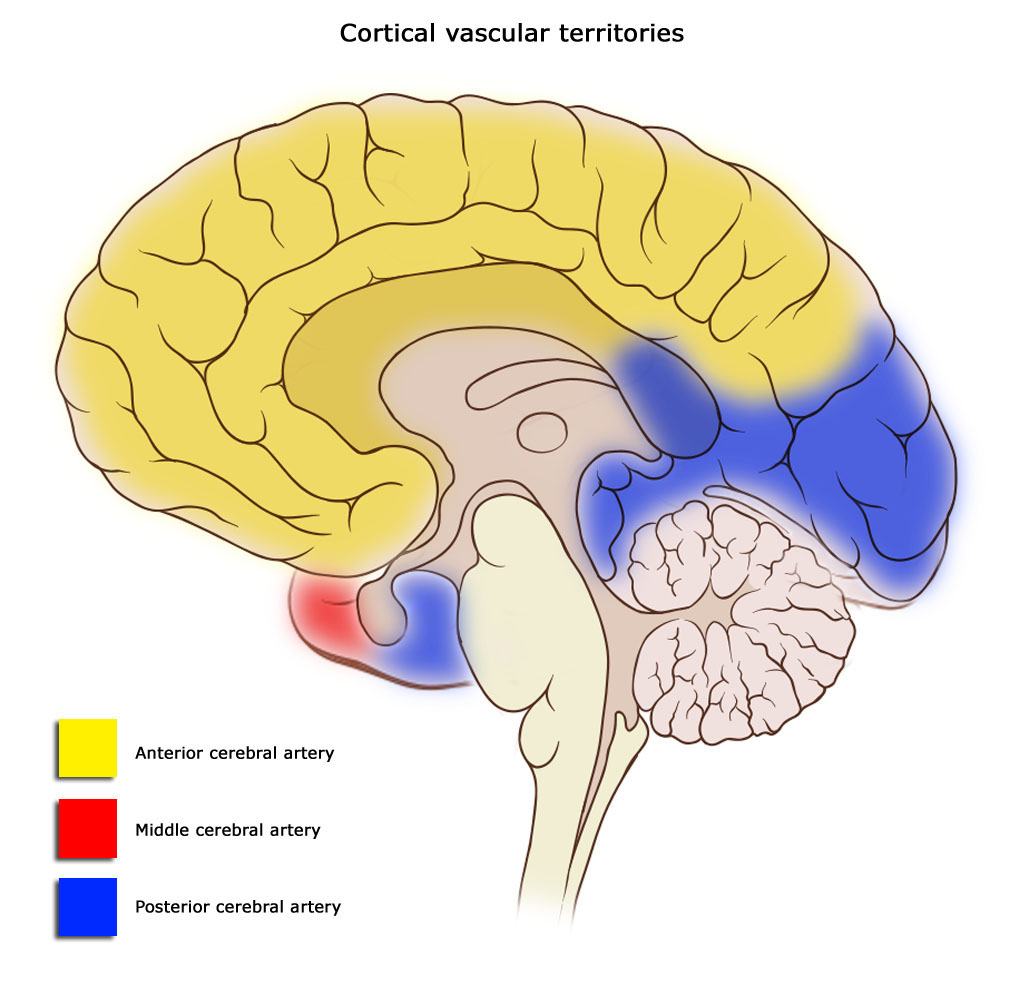
Bloedtoevoer aan binnenste hersenschors

Met cerebrale circulatie of hersendoorbloeding wordt de toe- en afvoer van het bloed van en naar de hersenen bedoeld. Dit gebeurt door verschillende bloedvaten. Slagaders voorzien de hersenen van zuurstofrijk bloed, glucose en andere voedingsstoffen, terwijl aders het zuurstofarme bloed terugvoeren naar het hart en daarbij koolstofdioxide, melkzuur en andere afvalstoffen afvoeren. Bij volwassen mensen stroomt er 750 milliliter bloed per minuut door de hersenen, 15% van al het bloed dat het hart rondpompt.
Aangezien de hersenen erg afhankelijk zijn van goede bloedtoevoer, heeft het circulatiesysteem verschillende voorzorgsmaatregelen om eventuele verstoringen te voorkomen. Als er toch een verstoring plaatsvindt, spreekt men van een cerebrovasculair accident (CVA), ook bekend als beroerte of een attack.

## Anatomie

### Bloedtoevoer
De bloedtoevoer naar de hersenen wordt links en rechts verdeeld in een voorste (anterior) en een achterste (posterior) deel. Zodoende zijn twee paar slagaders hoofdverantwoordelijk voor de toevoer van zuurstofrijk bloed:
- De binnenste halsslagader (arteria carotis interna) is de grootste en belangrijkste toevoerder van bloed aan het voorste deel van de hersenen (frontale kwab, temporale kwab, pariëtale kwab). Deze slagader bestaat uit een tweetal bloedvaten. Dit zijn de linker- en rechtervertakkingen van de arteria carotis communis in de nek, die de schedel binnengaan (de arteria carotis externa voorziet het gezicht van bloed). Beide arteriae carotides internae splitsen in tweeën:
  - De arteria cerebri anterior (ACA), verbonden via de arteria communicans anterior, voorziet de binnenste helft van beide hemisferen van bloed.
  - De arteria cerebri media (ACM) voorziet het buitenste, middelste deel van het hersenenschors van bloed.
- De wervelslagader (arteria vertebralis) is een kleinere slagader die het achterste gedeelte van de hersenen (occipitale kwab, cerebellum, hersenstam) voorziet van bloed. Ook deze slagader bestaat uit een tweetal vaten, die aftakken van de arteria subclavia. In de schedel komen de twee wervelslagaders samen om de arteria basilaris te vormen.
  - De arteria basilaris voert bloed naar het mesencephalon en het cerebellum en takt af in de ACP (zie hieronder). Het cerebellum en de pons krijgen bloed van de volgende slagaders:
    - arteria cerebelli superior (ACS)
    - arteria cerebelli inferior anterior (ACIA)
    - arteria cerebelli inferior posterior (ACIP)
    - arteria pontis

  - De arteria cerebri posterior (ACP) voert bloed aan het achterste deel van de hersenschors
  - arteria communicans posterior

De slagaders voor- en achteraan zijn met elkaar verbonden door de achterste verbindingsslagaders, in beide hemisferen. Ze maken deel uit van de cirkel van Willis, een van de eerdergenoemde voorzorgsmaatregelen van het brein. Als een van de slagaders wordt geblokkeerd, zorgt de cirkel van Willis ervoor dat er een verbinding is tussen het voorste en het achterste, en het linker en rechter deel van de circulatie. Hiermee wordt voorkomen dat een deel van het brein ischemisch wordt en afsterft. Overigens is de cirkel van Willis slechts bij ongeveer 34% van de mensen compleet en komen anatomische verschillen tussen personen veel voor.

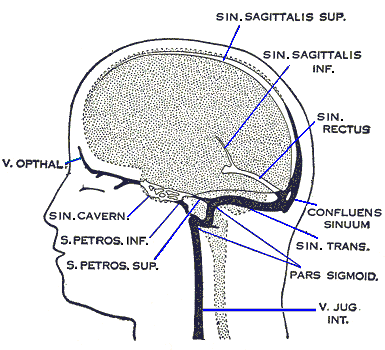
Schematisch overzicht van de aderen die bloed afvoeren

### Bloedafvoer
De bloedafvoer loopt via aders en kan worden opgedeeld in tweeën: oppervlakkig en diep.
Het oppervlakkige systeem bestaat uit durale sinussen (een soort bloedholten), waarvan de wanden worden gevormd door het harde hersenvlies. Deze sinussen liggen op de oppervlakte van de hersenen, net onder het hersenvlies.
Het diepe systeem bestaat uit traditionele bloedvaten die lopen vanuit de structuren die diep in het brein zijn gelegen en achter het mesencephalon samenkomen.